# خط طول 104° شرق
خط طول 104° شرق هو أحد خطوط الطول الجغرافية، والتي تمتد من القطب الشمالي الجغرافي إلى القطب الجنوبي الجغرافي، وحسب التحويل الزمني يتقدم خط طول 104° شرق عن خط غرينتش بـ6 ساعات و56 دقيقة.

## من القطب إلى القطب
ينطلق خط طول 104° شرق من القطب الشمالي نحو القطب الجنوبي مرورا بالمناطق التي ترد في الجدول التالي:
| الإحداثيات                           | البلد أو الإقليم أو البحر | ملاحظات |
| ------------------------------------ | ------------------------- | --- |
| 90°0′N 104°0′E / 90.000°N 104.000°E  | المحيط المتجمد الشمالي    | |
| 80°11′N 104°0′E / 80.183°N 104.000°E | بحر لابتيف                | |
| 79°7′N 104°0′E / 79.117°N 104.000°E  | روسيا                     | كراسنويارسك كراي — جزيرة البلاشفة, سيفيرينيا زيمليا |
| 78°16′N 104°0′E / 78.267°N 104.000°E | بحر لابتيف                | |
| 77°42′N 104°0′E / 77.700°N 104.000°E | روسيا                     | كراسنويارسك كراي إركوتسك أوبلاست — من 58°45′N 104°0′E / 58.750°N 104.000°E بورياتيا — من 51°13′N 104°0′E / 51.217°N 104.000°E |
| 50°10′N 104°0′E / 50.167°N 104.000°E | منغوليا                   | |
| 41°48′N 104°0′E / 41.800°N 104.000°E | جمهورية الصين الشعبية     | منغوليا الداخلية قانسو — من 39°24′N 104°0′E / 39.400°N 104.000°E Inner Mongolia – من 38°49′N 104°0′E / 38.817°N 104.000°E Gansu — من 37°38′N 104°0′E / 37.633°N 104.000°E, مرورا بشرق لانتشو (في 36°7′N 103°36′E / 36.117°N 103.600°E) سيتشوان — من 33°40′N 104°0′E / 33.667°N 104.000°E, مرورا بغرب تشنغدو (في 30°40′N 104°4′E / 30.667°N 104.067°E) يونان (الصين) — من 28°36′N 104°0′E / 28.600°N 104.000°E قويتشو — من 27°25′N 104°0′E / 27.417°N 104.000°E Yunnan — من 26°33′N 104°0′E / 26.550°N 104.000°E |
| 22°31′N 104°0′E / 22.517°N 104.000°E | فيتنام                    | |
| 20°55′N 104°0′E / 20.917°N 104.000°E | لاوس                      | |
| 19°24′N 104°0′E / 19.400°N 104.000°E | فيتنام                    | |
| 19°14′N 104°0′E / 19.233°N 104.000°E | لاوس                      | |
| 18°18′N 104°0′E / 18.300°N 104.000°E | تايلاند                   | |
| 14°21′N 104°0′E / 14.350°N 104.000°E | كمبوديا                   | |
| 10°34′N 104°0′E / 10.567°N 104.000°E | خليج تايلاند              | |
| 10°27′N 104°0′E / 10.450°N 104.000°E | فيتنام                    | جزيرة فو كوك |
| 10°2′N 104°0′E / 10.033°N 104.000°E  | خليج تايلاند              | |
| 7°56′N 104°0′E / 7.933°N 104.000°E   | بحر الصين الجنوبي         | مرورا بغرب Tioman Island, ماليزيا (في 2°46′N 104°7′E / 2.767°N 104.117°E) · مرورا بغرب Tinggi Island, ماليزيا (في 2°18′N 104°5′E / 2.300°N 104.083°E) |
| 2°10′N 104°0′E / 2.167°N 104.000°E   | ماليزيا                   | |
| 1°23′N 104°0′E / 1.383°N 104.000°E   | سنغافورة                  | |
| 1°19′N 104°0′E / 1.317°N 104.000°E   | مضيق سنغافورة             | |
| 1°8′N 104°0′E / 1.133°N 104.000°E    | إندونيسيا                 | جزيرة باتام |
| 1°1′N 104°0′E / 1.017°N 104.000°E    | بحر الصين الجنوبي         | |
| 1°0′S 104°0′E / 1.000°S 104.000°E    | إندونيسيا                 | جزيرة سومطرة |
| 5°19′S 104°0′E / 5.317°S 104.000°E   | المحيط الهندي             | |
| 60°0′S 104°0′E / 60.000°S 104.000°E  | المحيط الجنوبي            | |
| 65°50′S 104°0′E / 65.833°S 104.000°E | القارة القطبية الجنوبية   | الإقليم الأسترالي في القارة القطبية الجنوبية, المطالب الإقليمية بالقارة القطبية الجنوبية by أستراليا |